# Société d'art contemporain
La Société d'art contemporain (en anglais : Contemporary Arts Society), est un organisme de l'artiste John Lyman qui désirait, à son retour d'Europe, promouvoir l'art non académique à Montréal (alors dominé par le conservatisme incarné par le Groupe des sept).

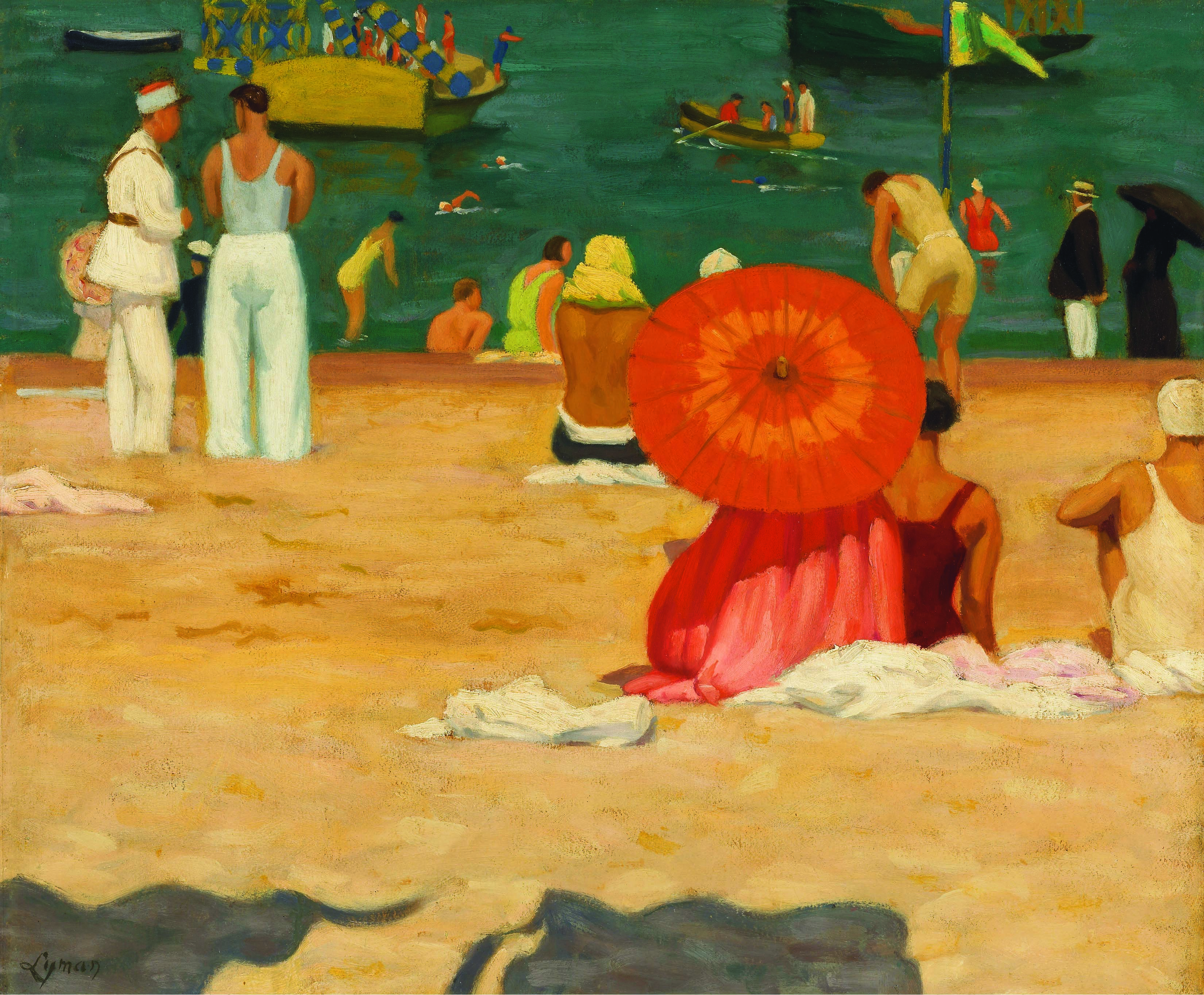
John Lyman, À la plage (1929).

De 1939 à 1948, elle recruta des artistes, des amateurs d'art et organisa des expositions en collaboration avec l'Art Association (connue aujourd'hui sous le nom de Musée des beaux-arts de Montréal).

## Histoire
C'est après la parution d'un communiqué invitant les artistes non académiques intéressés que se tint la réunion de fondation de la Société d'art contemporain le 15 février 1939. 27 artistes élurent lors de cette réunion le conseil exécutif de la SAC : John Lyman est élu président; Paul-Émile Borduas, vice-président; Fritz Brandtner, secrétaire et Philip Surrey, trésorier.
La Société organisa à partir de 1939 plusieurs expositions, toujours avec l'objectif de promouvoir l'art contemporain et non académique, d'éduquer le public aux formes nouvelles et de faire connaître les artistes montréalais. Les expositions se tinrent dans différentes galeries de Montréal.
Une exposition de la SAC s'intitulait L'art d'aujourd'hui et se tint du 13 au 28 mai 1939 dans la galerie de The Art Association. On pouvait y admirer des œuvres d'artistes européens célèbres prêtées par des collectionneurs montréalais : entre autres des œuvres de Derain, Dufy, Favory, Kisling, Lhote, Marc, Modigliani, Pascin, Utrillo, de Vlaminck, Gimmi, Laurencin et trois œuvres de Kandinsky. Les expositions suivantes présentèrent plutôt les œuvres des membres de la SAC. À partir de la quatrième exposition de la SAC en 1943, une section de « jeunes artistes » fut créée pour les artistes de moins de trente ans.
En plus de ces expositions, la Société tint d'autres événements, notamment des conférences. On recense par exemple une conférence prononcée par le père Marie-Alain Couturier le 14 janvier 1941 à l'École du meuble, plaidoyer pour ce qu'il appelait « l'art vivant », c'est-à-dire pour l'art contemporain. La SAC présenta aussi une conférence et des projections cinématographiques de l'artiste Fernand Léger le 28 mai 1943 à Montréal.

## Membres et expositions
On y retrouvait des artistes, des critiques d'art, des amateurs d'art, notamment : Marcel Barbeau, Léon Bellefleur, Paul-Émile Borduas, Fritz Brandtner, Stanley Cosgrove, Marian Dale Scott, Charles Daudelin, Louise Landry Gadbois, Maurice Gagnon, Pierre Gauvreau, Fernand Leduc, John Lyman, Jean-Paul Mousseau, Louis Muhlstock, Alfred Pellan, Jean-Paul Riopelle, Goodridge Roberts, Jori Smith, Philip Surrey, Jacques de Tonnancour.
Artistes dont les oeuvres ont été présentées dans l'exposition annuelle de la Société d'art contemporain
1939 : Première exposition : du 15 au 31 décembre 1939 (Galerie Frank Stevens) : 21 artistes : John Lyman, Stanley Cosgrove, Jori Smith, Henry Eveleigh, Louis Muhlstock, Jack Beder, Paul-Émile Borduas, Louise Gadbois, Allan Harrison, Mabel Lockerby, Bernard Mayman, Ethel Seath, Philip Surrey, Piercy Younger, Alexandre Bercovitch, Fritz Brandtner, Eric Goldberg, Prudence Heward, Hazel King-Farlow, Goodridge Roberts et Marian Scott.
1941 : Deuxième exposition : décembre 1941 (Galerie Morgan) : entre autres : John Lyman, Louis Muhlstock, Alfred Pellan, Goodridge Roberts, Philip Surrey, Prudence Heward, Eric Goldberg.
1942 : Troisième exposition : du 8 au 29 novembre 1942 (Galerie des Arts) : entre autres : John Lyman, Alfred Pellan, Paul-Émile Borduas, Goodridge Roberts, Mary Bouchard, Jacques de Tonnancour, Denyse Gadbois, Allan Harrison, Louise Gadbois, Philip Surrey, Sybil Kennedy, Eric Goldberg, Peggy Doernbach Anderson.
1943 : Quatrième exposition : du 15 au 24 novembre 1943 (Galerie Dominion), organisée par Maurice Gagnon : présente entre autres : Goodridge Roberts, John Lyman, Philip Surrey, Jacques de Tonnancour, Louise Gadbois, Louis Muhlstock, Henry Eveleigh, Marguerite Fainmel, Jack Beder et Paul-Émile Borduas. Membres de la section jeunes : Léon Bellefleur, Fernand Bonin, Charles Daudelin, Denyse Gadbois, Pierre Gauvreau, André Jasmin, Lucien Morin et Guy Viau.
1944 : Cinquième exposition : du 11 au 22 novembre 1944 (Galerie Dominion) : Peggy Doernbach Anderson, Jack Beder, Paul-Émile Borduas, Mary Bouchard, Eveleigh, Marguerite Fainmel, Denyse Gadbois, Louise Gadbois, Eric Goldberg, Eldon Grier, Allan Harrison, Prudence Howard, Jack Humphrey, Sybil Kennedy, Mabel Lockerby, John Lyman, Bernard Mayman, Louis Muhlstock, Roberts, Marion Scott, Ethel Seath, Regina Seiden, Phillip Surrey, Jacques de Tonnancour et Fanny Wiselberg. Membres de la section jeunes : Léon Bellefleur, Fernand Bonin, Charles Daudelin, Pierre Gauvreau, Fernand Leduc (annoncé, mais n'a finalement pas exposé), Jean-Paul Mousseau, Bernard Morrisset, Jeanne Rhéaume, Lucien Morin, Louise Renaud, André Jasmin et Guy Viau.
1945 : Sixième exposition, édition torontoise : octobre 1945 (Fine Art Galleries, Eaton's, Toronto) : Membres de la section jeunes : Léon Bellefleur, Fernand Bonin, Charles Daudelin, Pierre Gauvreau, André Jasmin, Fernand Leduc, Bernard Morisset, Jean-Paul Mousseau, Jeanne Rhéaume et Guy Viau.
1946 : Septième exposition : du 2 au 14 février 1946 (Galerie des Arts)
1946 : Huitième exposition : du 16 au 30 novembre 1946 (Galerie Dominion) : Peggy Doernbach Aderson, Marcel Barbeau, Jack Beder, Léon Bellefleur, Fernand Bonin, Paul-Émile Borduas, M. Desroches, Roger Fauteux, Denyse Gadbois, Louise Gadbois, Pierre Gauvreau, Eric Goldberg, Sybil Kennedy, Fernand Leduc, Mabel Lockerby, John Lyman, André Morin, Lucien Morin, Jean-Paul Mousseau, B. Mousset, Louis Muhlstock, Jeanne Rhéaume, Jean Paul Riopelle, Goodridge Roberts, Ethel Seath, Marian Scott, Betty Sutherland, J.-P. Tremblay, Claude Vermette, F. Wiselberg et Piercy Younger.
1948 : Neuvième et dernière exposition: du 7 au 29 février 1948 (Art Association of Montreal)